# ORP Heweliusz
L' ORP Heweliusz est un bâtiment hydrographique de la Marine polonaise. Il est la tête de série de la classe Projekt 874, connu sous le nom de classe Modified Finik dans le code de l'OTAN et numéro 265. Il est le navire jumeau de l'ORP Arctowski et porte le nom de Johannes Hevelius, un astronome polonais.

## Historique
Ce navire a été conçu en Pologne et construit au chantier naval du Nord à Gdańsk et conçu comme le premier de la série. Il a été lancé le 11 septembre 1981. Il est entré en service le 27 novembre 1982. Désormais, il remplit à la fois des tâches hydrographiques pour la marine et des tâches scientifiques pour les institutions civiles.
Entre autres, en 1990, la quatorzième expédition géophysique de l’Académie polonaise des sciences en Antarctique a eu lieu à son bord. En 1986, 1989, 1993 et 1997, il a été nommé le meilleur navire de la marine dans le groupe des navires spéciaux.
Le navire dispose d’un ensemble riche et moderne d’équipements hydrographiques, notamment de deux coupeurs hydrographiques. Les données obtenues à partir des mesures sont développées par le système informatique hydrographique HOMAR (installé depuis 1997 ). Il a également des laboratoires de recherche à bord.
Le navire fait partie de l'escadron de sécurité hydrographique de Gdynia avec le ORP Heweliusz et l'ORP Iskra II.

## Galerie

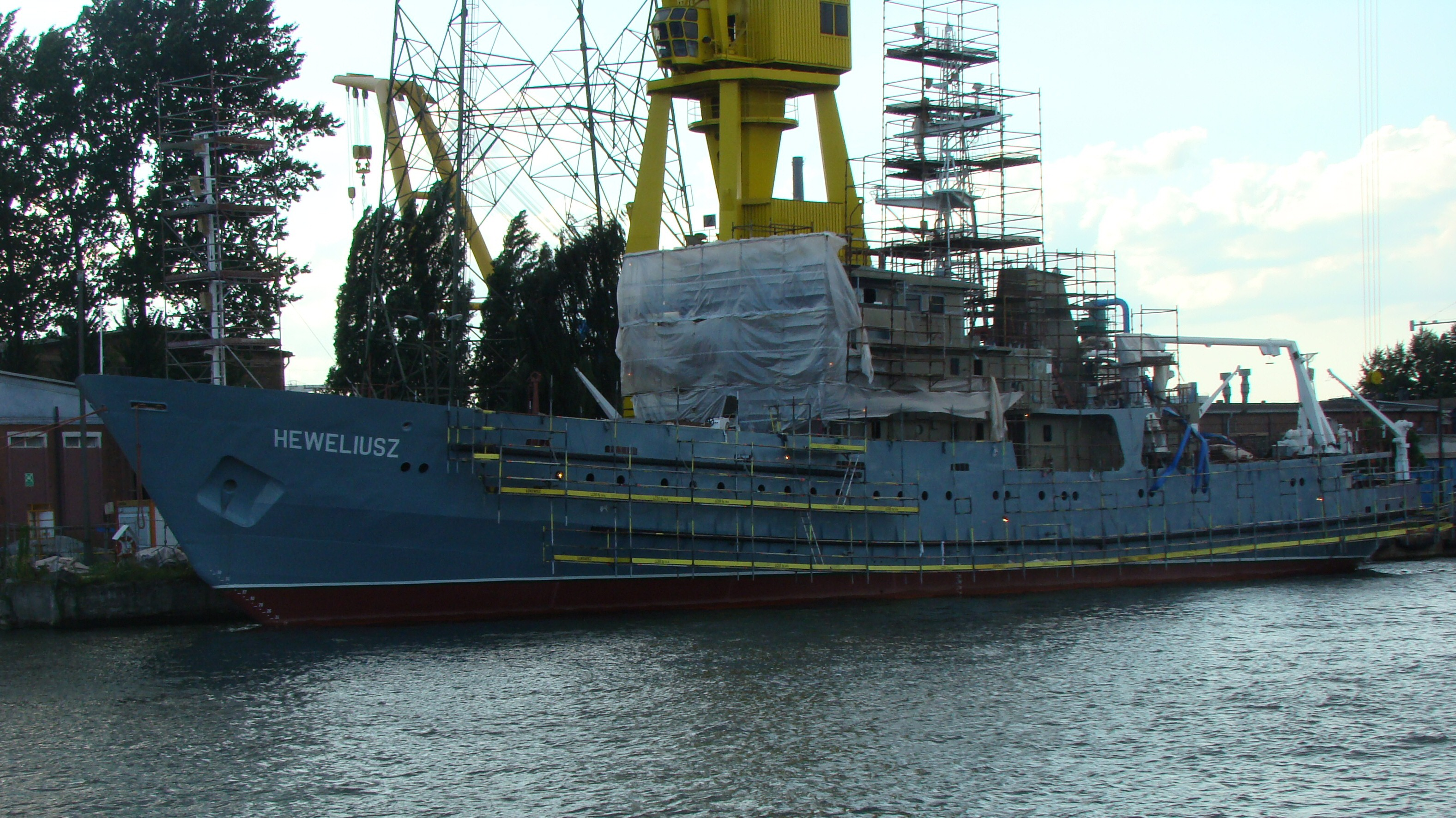
ORP Heweliusz
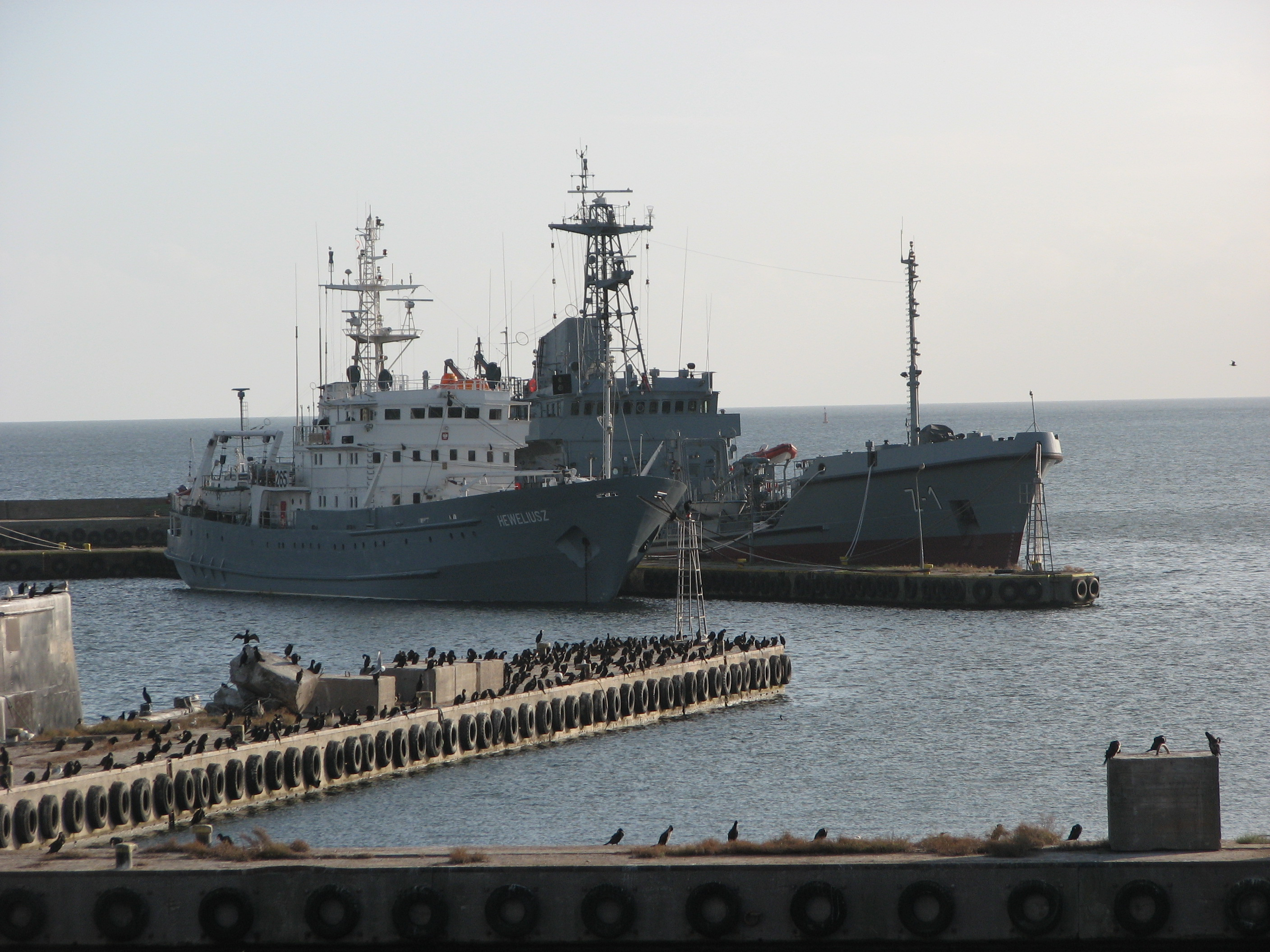
ORP Heweliusz et ORP Baltyk

### Note et référence
- (pl) Cet article est partiellement ou en totalité issu de l’article de Wikipédia en polonais intitulé « ORP Heweliusz » (voir la liste des auteurs).